# Zelenikovo (kommunhuvudort)
Zelenikovo (albanska: Zelenikovë, makedonska: Зелениково) är en ort i Nordmakedonien. Den är huvudort i kommunen med samma namn, i den centrala delen av landet, 18 kilometer sydost om huvudstaden Skopje. Zelenikovo ligger 230 meter över havet och antalet invånare är 4 020.